# Джеррі Стекгауз
Джеррі Дарнелл Стекгауз (англ. Jerry Darnell Stackhouse, нар. 5 листопада 1974, Кінстон, Північна Кароліна, США) — американський професіональний баскетболіст, що грав на позиціях легкого форварда і атакувального захисника за низку команд НБА. Згодом — баскетбольний тренер. З 2019 року працює головним тренером команди NCAA «Вандербілт Коммодорс».

## Ігрова кар'єра
На університетському рівні грав за команду Північна Кароліна (1993—1995). Грав у одній команді з Рашидом Воллесом, Джеффом Макіннісом та Шеммондом Вільямсом.
1995 року був обраний у першому раунді драфту НБА під загальним 3-м номером командою «Філадельфія Севенті-Сіксерс». Професійну кар'єру розпочав 1995 року виступами за тих же «Філадельфія Севенті-Сіксерс», захищав кольори команди з Філадельфії протягом наступних 3 сезонів. У першому сезоні Стекгауз набирав 19,2 очок за гру та потрапив до першої збірної новачків НБА. В наступному сезоні «Філадельфія» задрафтувала Аллена Айверсона і обоє набирали в середньому 44,2 очка за гру.
Протягом сезону 1997—1998 разом з Еріком Монтроссом перейшов до складу «Детройт Пістонс» в обмін на Тео Ретліффа та Аарона Маккі.
2002 року перейшов до «Вашингтон Візардс», у складі якої провів наступні 2 сезони своєї кар'єри.
Наступною командою в кар'єрі гравця була «Даллас Маверікс», за яку він відіграв 5 сезонів.
8 липня 2018 року був обміняний до «Мемфіс Гріззліс», проте був відрахований з команди на наступний день. 17 січня підписав контракт до кінця сезону з «Мілвокі Бакс».
23 жовтня 2010 року перейшов до складу «Маямі Гіт», а рівно через місяць був відрахований з команди.
Наступною командою в кар'єрі гравця була «Атланта Гокс», за яку він відіграв один сезон.
Останньою ж командою в кар'єрі гравця стала «Бруклін Нетс», до складу якої він приєднався 2012 року і за яку відіграв один сезон.

## Статистика виступів в НБА

### Регулярний сезон
| Сезон              | Команда                       | GP  | GS  | MPG  | FG%  | 3P%   | FT%   | RPG | APG | SPG | BPG | PPG  |
| ------------------ | ----------------------------- | --- | --- | ---- | ---- | ----- | ----- | --- | --- | --- | --- | ---- |
| 1995–96            | «Філадельфія Севенті-Сіксерс» | 72  | 71  | 37.5 | .414 | .318  | .747  | 3.7 | 3.9 | 1.1 | 1.1 | 19.2 |
| 1996–97            | «Філадельфія Севенті-Сіксерс» | 81  | 81  | 39.1 | .407 | .298  | .766  | 4.2 | 3.1 | 1.1 | .8  | 20.7 |
| 1997–98            | «Філадельфія Севенті-Сіксерс» | 22  | 22  | 34.0 | .452 | .348  | .802  | 3.5 | 3.0 | 1.4 | 1.0 | 16.0 |
| 1997–98            | «Детройт Пістонс»             | 57  | 15  | 31.5 | .428 | .208  | .782  | 3.3 | 3.1 | 1.0 | .7  | 15.7 |
| 1998–99            | «Детройт Пістонс»             | 42  | 9   | 28.3 | .371 | .278  | .850  | 2.5 | 2.8 | .8  | .5  | 14.5 |
| 1999–2000          | «Детройт Пістонс»             | 82  | 82  | 38.4 | .428 | .288  | .815  | 3.8 | 4.5 | 1.3 | .4  | 23.6 |
| 2000–01            | «Детройт Пістонс»             | 80  | 80  | 40.2 | .402 | .351  | .822  | 3.9 | 5.1 | 1.2 | .7  | 29.8 |
| 2001–02            | «Детройт Пістонс»             | 76  | 76  | 35.3 | .397 | .287  | .858  | 4.1 | 5.3 | 1.0 | .5  | 21.4 |
| 2002–03            | «Вашингтон Візардс»           | 70  | 70  | 39.2 | .409 | .290  | .878  | 3.7 | 4.5 | .9  | .4  | 21.5 |
| 2003–04            | «Вашингтон Візардс»           | 26  | 17  | 29.8 | .399 | .354  | .806  | 3.6 | 4.0 | .9  | .1  | 13.9 |
| 2004–05            | «Даллас Маверікс»             | 56  | 7   | 28.9 | .414 | .267  | .849  | 3.3 | 2.3 | .9  | .2  | 14.9 |
| 2005–06            | «Даллас Маверікс»             | 55  | 11  | 27.7 | .401 | .277  | .882  | 2.8 | 2.9 | .7  | .2  | 13.0 |
| 2006–07            | «Даллас Маверікс»             | 67  | 8   | 24.1 | .428 | .383  | .847  | 2.2 | 2.8 | .8  | .1  | 12.0 |
| 2007–08            | «Даллас Маверікс»             | 58  | 13  | 24.3 | .405 | .326  | .892  | 2.3 | 2.5 | .5  | .2  | 10.7 |
| 2008–09            | «Даллас Маверікс»             | 10  | 1   | 16.2 | .267 | .158  | 1.000 | 1.7 | 1.2 | .4  | .1  | 4.2  |
| 2009–10            | «Мілвокі Бакс»                | 42  | 0   | 20.4 | .408 | .346  | .797  | 2.4 | 1.7 | .5  | .2  | 8.5  |
| 2010–11            | «Маямі Гіт»                   | 7   | 1   | 7.1  | .250 | .250  | .714  | 1.0 | .4  | .0  | .3  | 1.7  |
| 2011–12            | «Атланта Гокс»                | 30  | 0   | 9.1  | .370 | .342  | .913  | .8  | .5  | .3  | .1  | 3.6  |
| 2012–13            | «Бруклін Нетс»                | 37  | 0   | 14.7 | .384 | .337  | .870  | .9  | .9  | .2  | .1  | 4.9  |
| Усього за кар'єру  | Усього за кар'єру             | 970 | 564 | 31.2 | .409 | .309  | .822  | 3.2 | 3.3 | .9  | .5  | 16.9 |
| В іграх усіх зірок | В іграх усіх зірок            | 2   | 0   | 14.5 | .467 | 1.000 | .000  | 1.5 | 2.0 | .0  | .0  | 7.5  |

### Плей-оф
| Сезон             | Команда           | GP | GS | MPG  | FG%  | 3P%  | FT%   | RPG | APG | SPG | BPG | PPG  |
| ----------------- | ----------------- | -- | -- | ---- | ---- | ---- | ----- | --- | --- | --- | --- | ---- |
| 1999              | «Детройт Пістонс» | 5  | 0  | 24.8 | .391 | .250 | .857  | 1.6 | 1.2 | .4  | .2  | 10.0 |
| 2000              | «Детройт Пістонс» | 3  | 3  | 40.0 | .407 | .429 | .742  | 4.0 | 3.3 | .7  | .0  | 24.7 |
| 2002              | «Детройт Пістонс» | 10 | 10 | 36.1 | .321 | .340 | .825  | 4.3 | 4.3 | .6  | .6  | 17.6 |
| 2005              | «Даллас Маверікс» | 13 | 0  | 31.0 | .386 | .400 | .864  | 4.1 | 2.3 | .6  | .2  | 16.1 |
| 2006              | «Даллас Маверікс» | 22 | 1  | 32.3 | .402 | .338 | .784  | 2.8 | 2.5 | .5  | .3  | 13.7 |
| 2007              | «Даллас Маверікс» | 6  | 0  | 28.2 | .348 | .355 | .879  | 3.7 | 2.5 | .7  | .2  | 14.3 |
| 2008              | «Даллас Маверікс» | 5  | 2  | 20.4 | .316 | .167 | 1.000 | 3.2 | 1.2 | .2  | .0  | 6.2  |
| 2010              | «Мілвокі Бакс»    | 7  | 0  | 20.6 | .326 | .333 | .900  | 1.7 | 1.1 | .7  | .1  | 7.3  |
| 2013              | «Бруклін Нетс»    | 4  | 0  | 7.0  | .100 | .000 | .750  | 1.0 | .0  | .0  | .0  | 1.3  |
| Усього за кар'єру | Усього за кар'єру | 75 | 16 | 28.8 | .369 | .332 | .829  | 3.1 | 2.3 | .5  | .2  | 13.1 |

## Кар'єра коментатора
2013 року почав працювати на Fox Sports Detroit, як коментатор матчів «Детройт Пістонс».

## Тренерська робота
2015 року розпочав тренерську кар'єру, ставши асистентом головного тренера команди «Торонто Репторз», в якій пропрацював до 2016 року.
З 2016 по 2018 рік був головним тренером команди «Репторс 905». 2017 року привів її до титулу чемпіона Ліги розвитку НБА.
2018 року був призначений асистентом головного тренера команди «Мемфіс Ґріззліс».
В квітні 2019 року очолив студентську баскетбольну команду «Вандербілт Коммодорс».